# Barbuzzera
Barbuzzera è un nucleo abitato d'Italia, frazione del comune di Dovera.
Al censimento del 21 ottobre 2001 contava 52 abitanti.

## Geografia fisica
La località è sita a 79 metri sul livello del mare.